# Lev Ivanov
Pour les articles homonymes, voir Ivanov.
Lev Ivanovitch Ivanov (en russe : Лев Иванович Иванов) est né le 18 février 1834 à Moscou et mort le 11 décembre 1901  à Saint-Pétersbourg. Il est considéré comme « l'âme de la danse russe ».
Il est le chorégraphe de la Danse des petits cygnes du ballet Le Lac des cygnes.

## Biographie
Lev Ivanov entre à l’École de danse de Moscou, mais en 1844 il est transféré à Saint-Pétersbourg, dans la classe de Jean-Antoine Petipa (le père de Marius Petipa). Il a comme autres enseignants Alexandre Pimenov, Frédéric Malavergne et Émile Graidlu puis est engagé dans la compagnie du ballet impérial (compagnie du futur Théâtre Mariinsky) en 1852. Il crée le rôle de Gygès en 1868 dans Le Roi Candaule de Cesare Pugni (chorégraphie de Petipa).
Il est nommé maître de ballet en 1885.
Il fut toute sa vie criblé de dettes, après deux mariages et six enfants. Trois enfants sont nés de chaque mariage.
En 1859, il épouse la cousine du compositeur Anatoli Liadov, Vera Alexandrovna Liadova, ballerine et comédienne d'opérette. Ils se séparent en 1869 et Liadova meurt l'année suivante.
En secondes noces, Lev Ivanov épouse Varvara Maltchouguina (1855-novembre 1941), devenue Ivanova.

## Compositions chorégraphiques
- La Tulipe de Haarlem (1887)
- La Forêt enchantée (1887)
- Fiammetta (1887, révision du ballet de Saint-Léon)
- Les Danses polovtsiennes du Prince Igor (1890)
- Casse-noisette (1892)
- Le Lac des cygnes (le 17 février 1894 - seulement le second acte; le 15 janvier 1895 - le ballet complet, avec Marius Petipa)
- Acis et Galatée (1896)
- Rhapsodie de Liszt (1899)
- Nuits égyptiennes (1900).